# Līksnas pagasts
Līksnas pagasts er en territorial enhed i Daugavpils novads i Letland. Pagasten havde 1.228 indbyggere i 2010 og omfatter et areal på 138,30 kvadratkilometer. Hovedbyen i pagasten er Līksna.